# Terena (volk)
De Terena zijn een indianenstam van Brazilië. Ze leven in de provincies Mato Grosso, Mato Grosso do Sul en São Paulo.

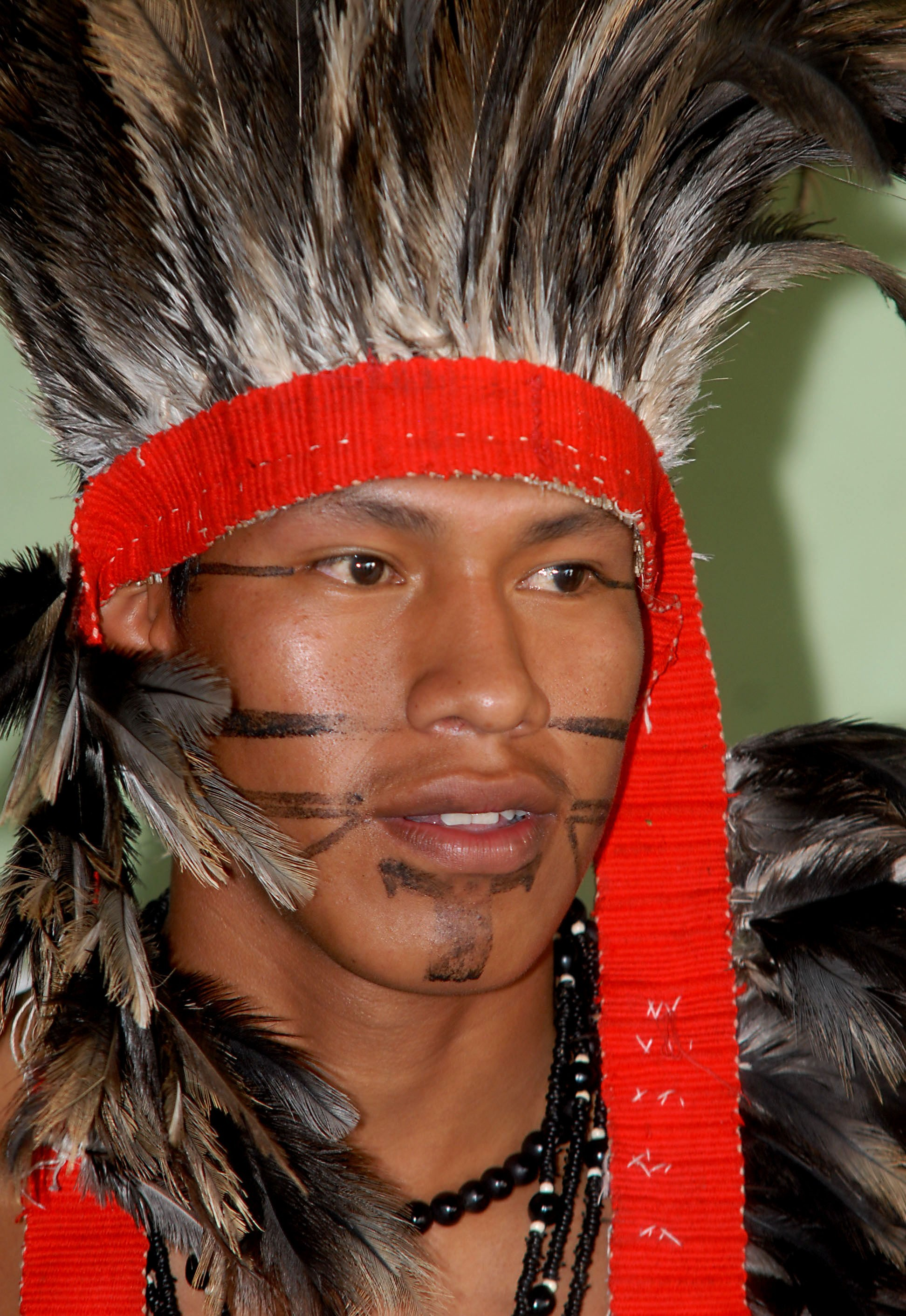
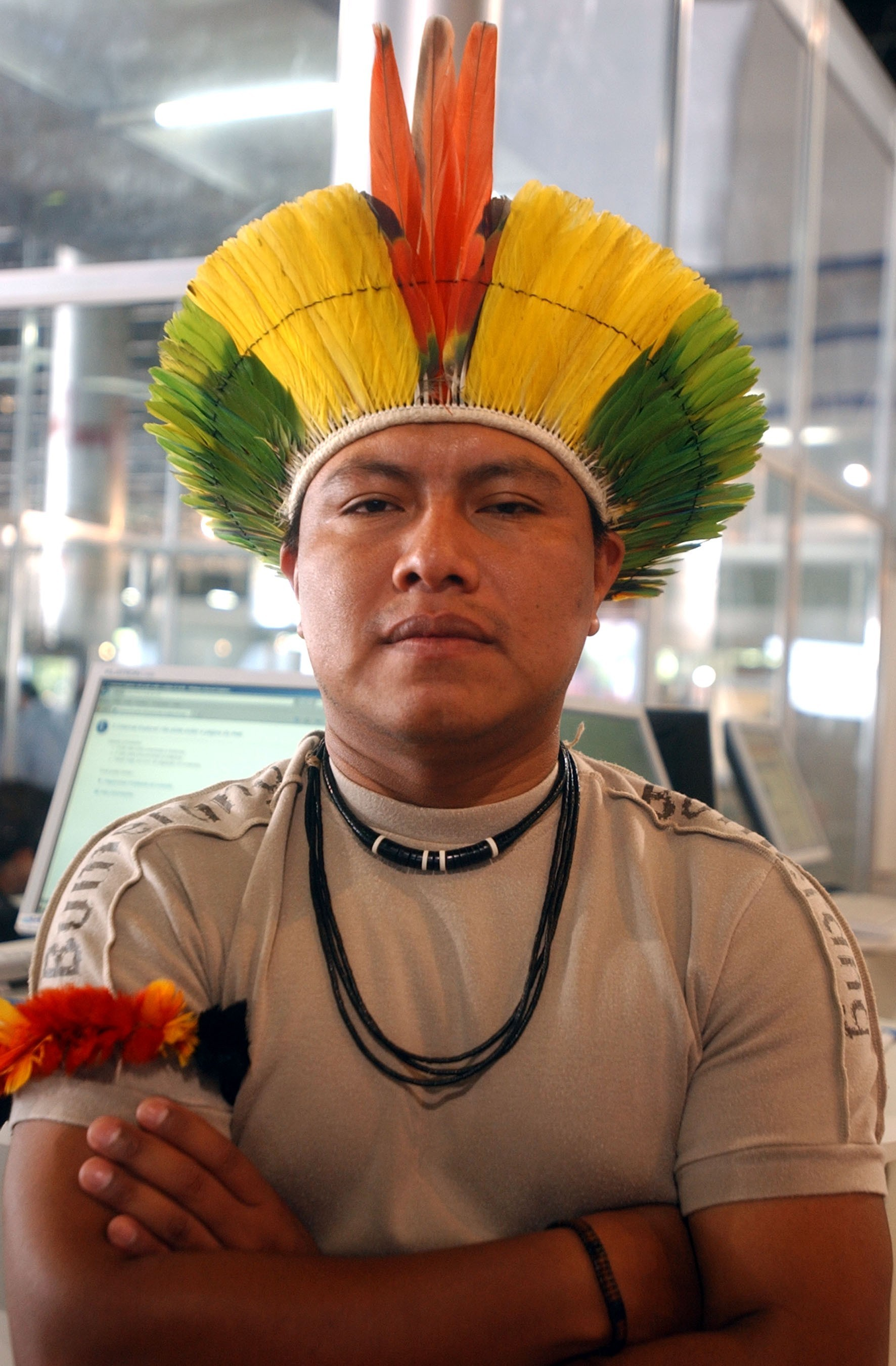
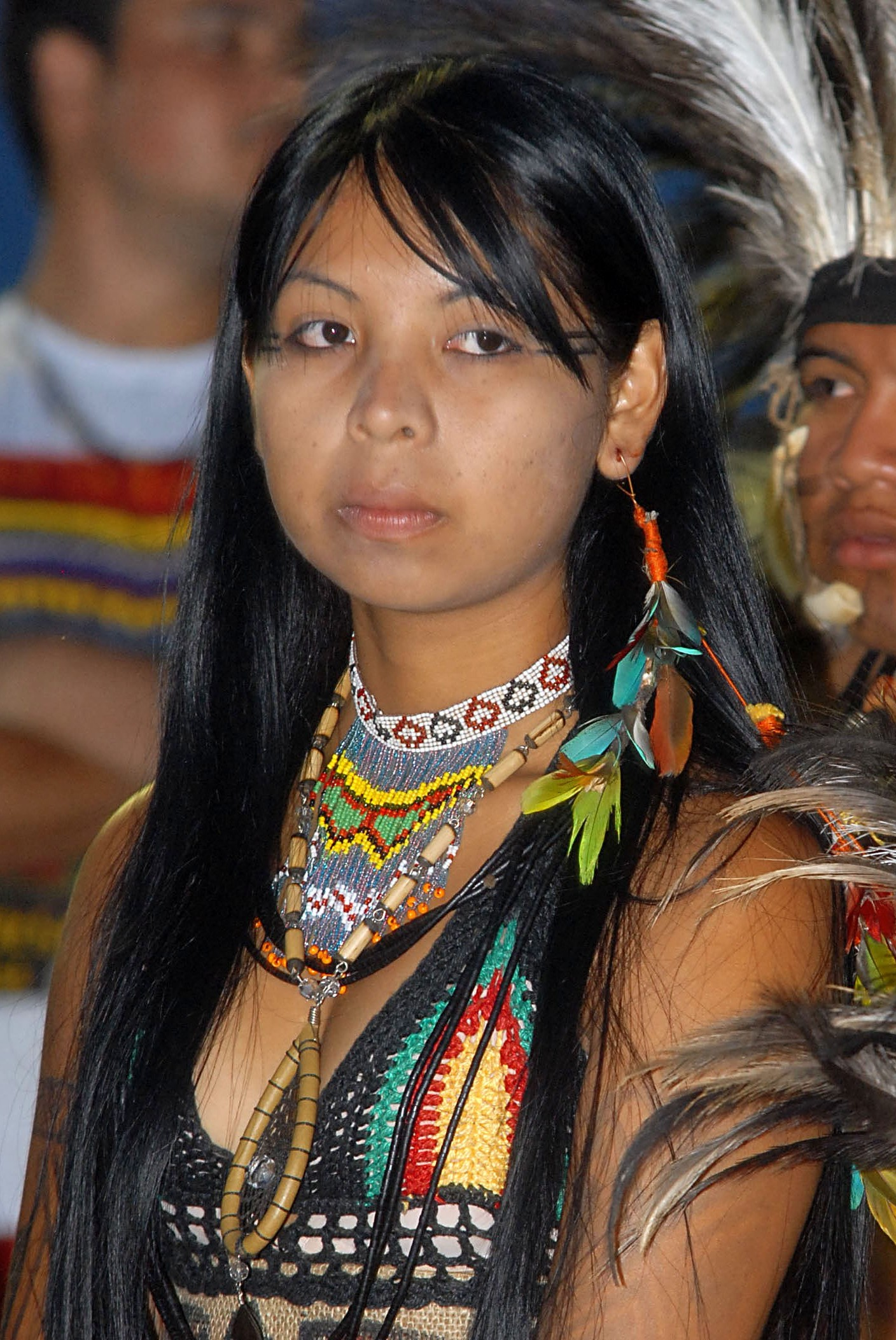
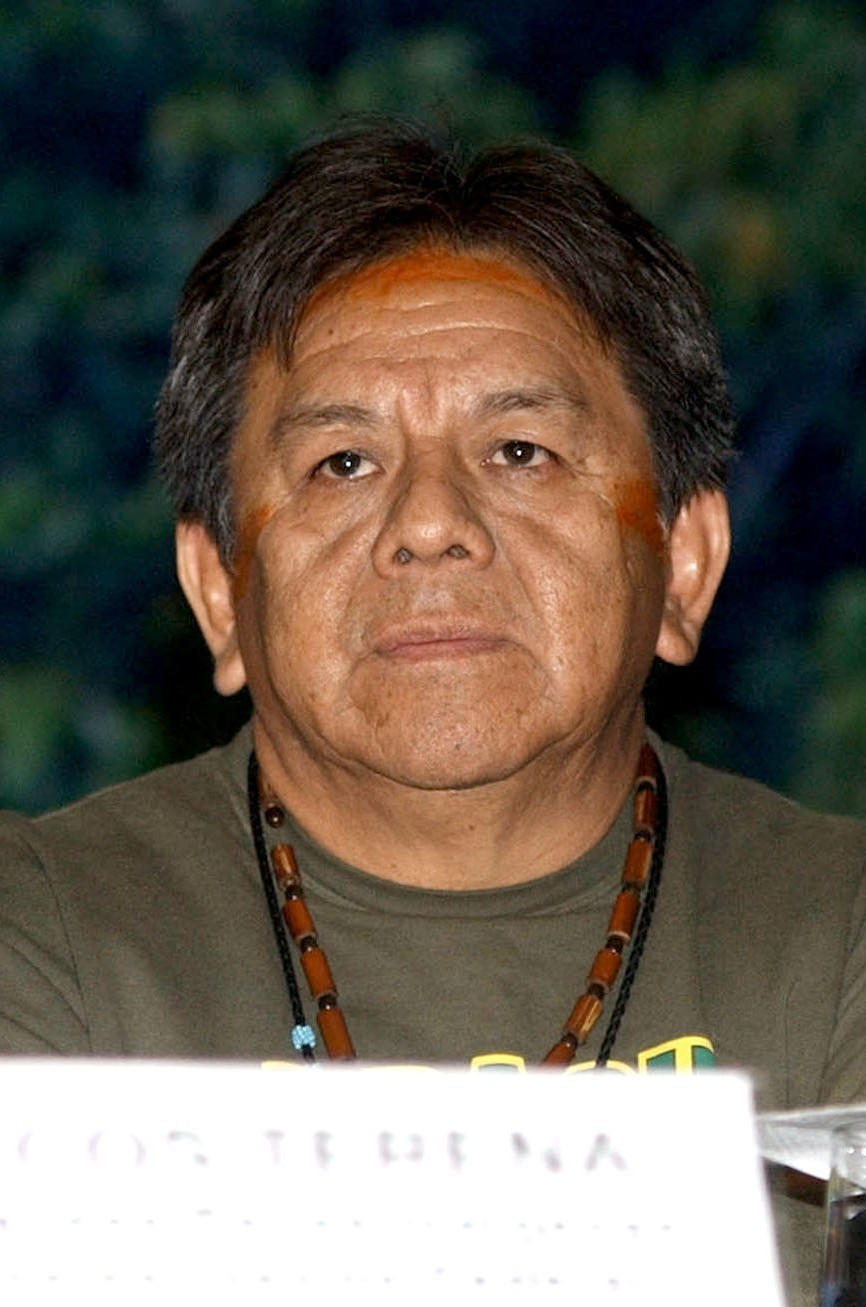
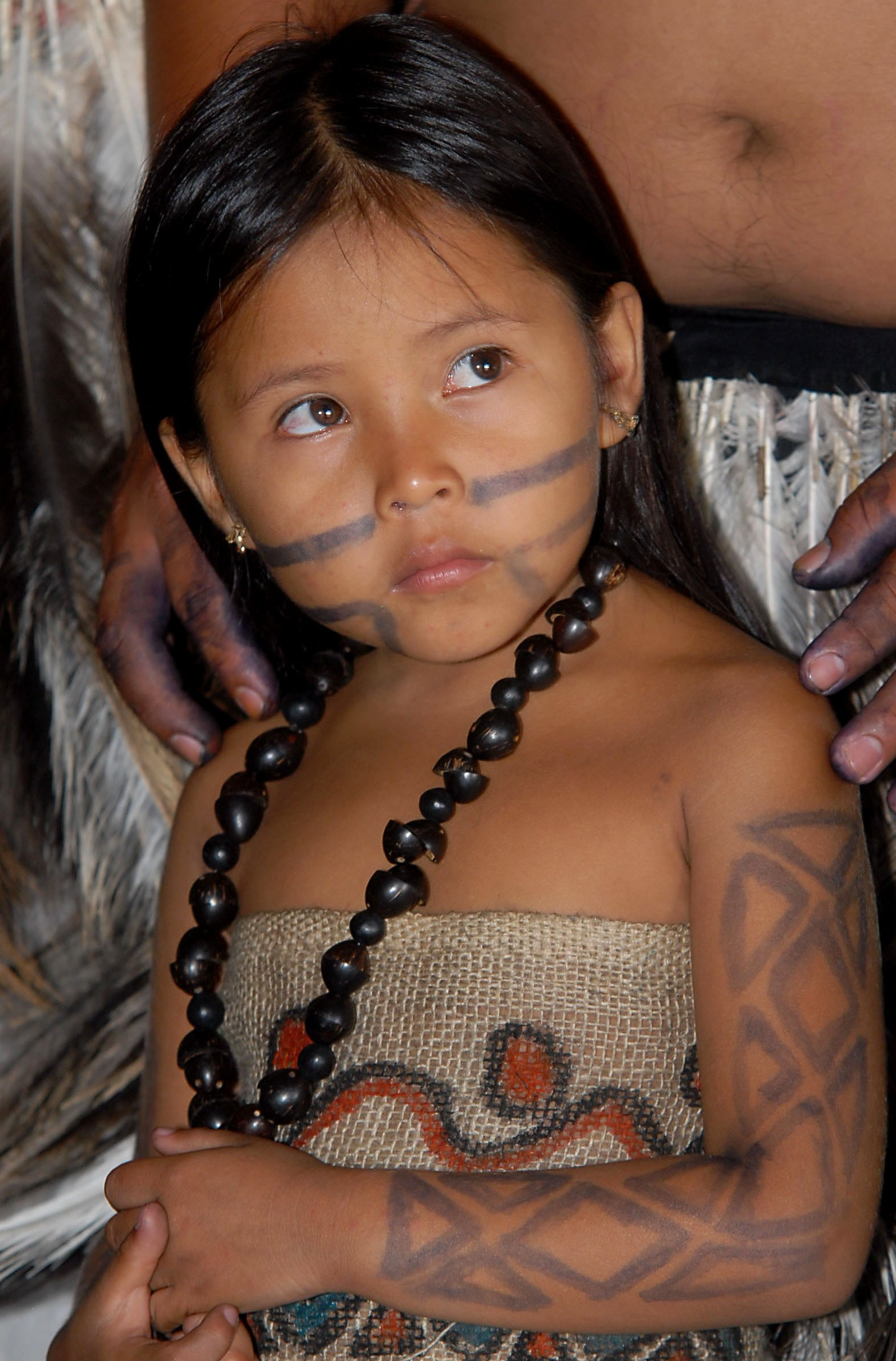
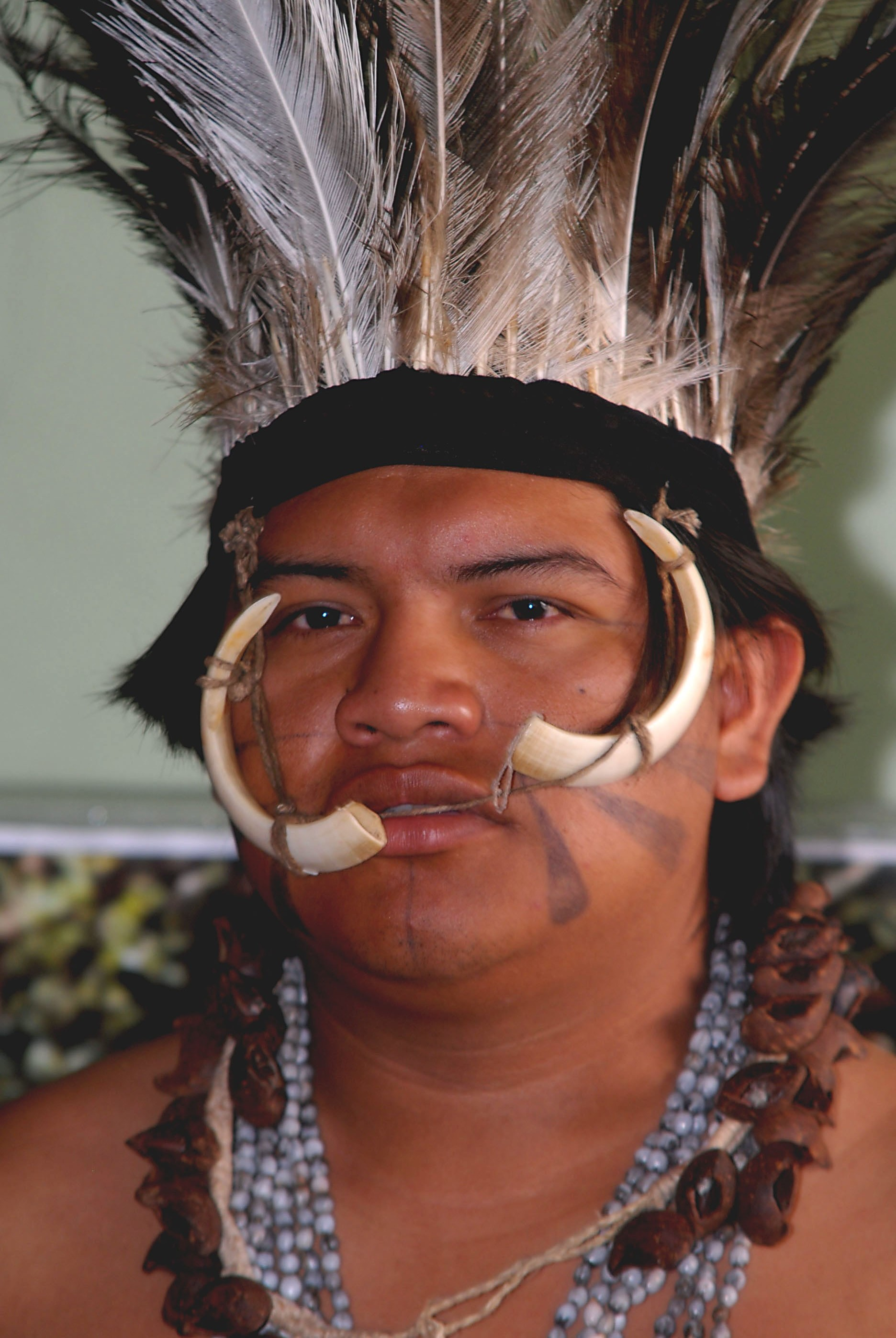